# Maria de Waltham
Maria de Waltham (em inglês:  Mary; Waltham, 10 de outubro de 1344 – antes de setembro de 1361) foi uma princesa inglesa por nascimento. Ela foi duquesa consorte da Bretanha como a primeira esposa de João V. 

## Família
Maria foi a quarta filha e nona criança nascida do rei Eduardo III de Inglaterra e de Filipa de Hainault.
Os seus avós paternos eram o rei Eduardo II de Inglaterra e Isabel da França. Os seus avós maternos eram o conde Guilherme I de Hainault e Joana de Valois.
Ela teve doze irmãos, entre eles: Eduardo, o Príncipe Negro, pai do futuro rei Ricardo II de Inglaterra; Isabel, esposa de Enguerrando VII de Coucy; Joana, que morreu jovem; Leonel de Antuérpia, duque de Clarence, pai de Filipa Plantageneta, 5.ª Condessa de Ulster, que foi, por um tempo, herdeira de Ricardo II; João de Gante, duque de Lencastre, fundador do ramo da Dinastia de Lencastre; Edmundo de Langley, duque de Iorque, fundador do ramo da Casa de Iorque; Margarida, esposa de João Hastings, 2.º Conde de Pembroke; Tomás de Woodstock, duque de Gloucester, marido de Leonor de Bohun, irmã de Maria de Bohun, primeira esposa de Henrique IV, etc.

## Biografia
Quando a princesa nasceu em 1344, no Palácio do Bispo de Waltham, no condado de Hampshire, o seu futuro marido, João, já estava morando com os seus irmãos e irmãs no berçário real. Isso foi resultado das jogadas do rei Eduardo III, para criar alianças que apoiassem a sua reivindicação ao trono francês, a qual era baseada na sua ascendência materna. O futuro duque da Bretanha era bisneto paterno de Beatriz de Inglaterra, filha do rei Henrique III, o trisavó paterno de Maria, portanto, os dois eram primos distantes.
Em 1337, o rei Filipe VI de França tinha feito uma tentativa de tomar o Ducado da Guiena (também chamado de Aquitânia) do rei inglês – um evento que, tradicionalmente, marca o início da Guerra dos Cem Anos – o que resultou no uso de força militar, diplomacia e laços matrimoniais por parte de Eduardo, com o propósito de fortalecer a sua reivindicação ao trono francês. Na Guerra da Sucessão Bretã, Eduardo apoiou João de Montfort, pois uma aliança anglo-bretã lhe daria acesso ao porto de Brest, para ser usado por suas tropas inglesas. Quando João foi capturado, a sua esposa, Joana de Flandres, passou a liderar a campanha militar, e durante o cerco de Rennes, recebeu o apoio de Eduardo. Em troca, ela prometeu casar o filho, João, com uma das filhas do rei.
Após romper o cerco, Joana visitou a Inglaterra em 1342, e deixou o filho com o monarca, para sua própria segurança. Ele recebeu seus próprios apartamentos no berçário, e a sua mãe retornou a França. Mais tarde, a duquesa da Bretanha adoeceu tanto que a rainha Filipa, passou a cuidar do futuro genro. Com a morte de João de Montfort, em 1345, Eduardo tornou-se o guardião de seu filho. Devido ao fato de que Maria tinha sido considerada noiva de João desde o seu nascimento, ela, aos 4 anos de idade, tornou-se duquesa titular da Bretanha.

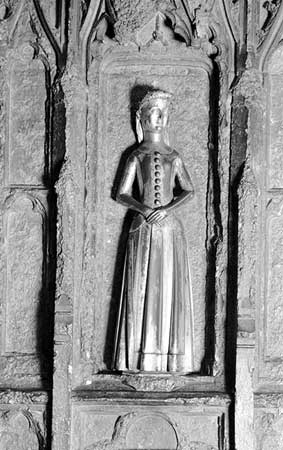
Estátua da duquesa num monumento ao rei Eduardo III na Abadia de Westminster, em Londres.

Maria e João passaram a infância juntos em vários palácios reais: na Torre de Londres, em Kings Langley Palace, nos Palácio de Eltham, Woodstock, Sunning, Clarendon, entre outros. Maria também foi criada na residência de Sir Guilherme de St. Omer, Senhor de Brundale, e de sua esposa, Isabel. 
Há apenas um registro da saída de Maria da corte: quando ela foi visitar o irmão, João de Gante e sua primeira esposa, Branca de Lencastre, que havia acabado de dar a luz seu primeiro filho. No entanto, a visita foi interrompida pela morte do tio, Henrique de Grosmont, 1.º Duque de Lencastre, de peste negra, em 25 de março de 1361. Maria e a irmão mais nova, Margarida, não podiam visitar com frequência os parentes, e também recebiam uma quantia menor de mesada (20 marcos por ano), diferentemente de seus irmãos mais velhos.
Maria e João se casaram no dia 3 de julho de 1361, no Palácio de Woodstock; ela tinha 16 anos, e ele tinha 21. Nenhum dos registros sobre a cerimônia sobreviveram, apenas os relatos que o vestido de noiva foi feito pelo alfaite John Avery, como presente do rei. Era composto por uma túnica e manto produzidos de dois tipos de tecidos de ouro: Racamatiz of Lucca e baldekyn d'outreme. Já o manto deve ter tido um tamanho longo incomum, pois, sete pedaços de tecido foram necessários para a sua fabricação; era forrado com 600 minivers (um tipo de pelo branco com beiradas de cor cinza) aparadas, um presente do rei da França, e 40 arminhos.
Apesar do casamento, o casal continuou a morar na corte inglesa. No entanto, estavam sendo feitos preparativos para quando o casal deixasse o país e fossem morar na Bretanha, como o duque a duquesa da Bretanha, quando Maria, dali a poucos meses, desenvolveu uma doença considerada "letárgica." Ela faleceu em alguma data antes de setembro de 1361, ainda na Inglaterra, e a sua irmã, Margarida, Condessa de Pembroke, também faleceu pouco tempo depois. Ambas foram enterradas na Abadia de Abingdon, em Oxfordshire. A mãe delas encomendou uma tumba, e o pai ordenou que janelas fossem erigidas em homenagem às princesas no Priorado de King's Langley. O duque se referia à ela como sua "minha mais querida companheira falecida." Eles não tiveram filhos juntos, e João V se casou com Joana Holland em seguida.